# Municipio de Iron Range
El municipio de Iron Range (en inglés, Iron Range Township) era un municipio del condado de Itasca, Minnesota, Estados Unidos. Según el censo de 2010, en ese momento tenía una población de 649 habitantes.
Fue anexado en su totalidad por la ciudad de Taconite.

## Geografía
Estaba ubicado en las coordenadas 47°19′22″N 93°22′53″O / 47.32278, -93.38139 (47.322829, -93.381504). Según la Oficina del Censo, tenía una superficie total de 76.7 km², de los cuales 72.2 km² correspondían a tierra firme y 4.3 km² estaban cubiertos de agua.